# Manokwari
Manokwari és una ciutat, regència (kabupaten), i des del 2003, capital de la nova província indonèsia de Papua Occidental. Està situada a l'extremitat occidental de Nova Guinea.